# 備前国分寺跡

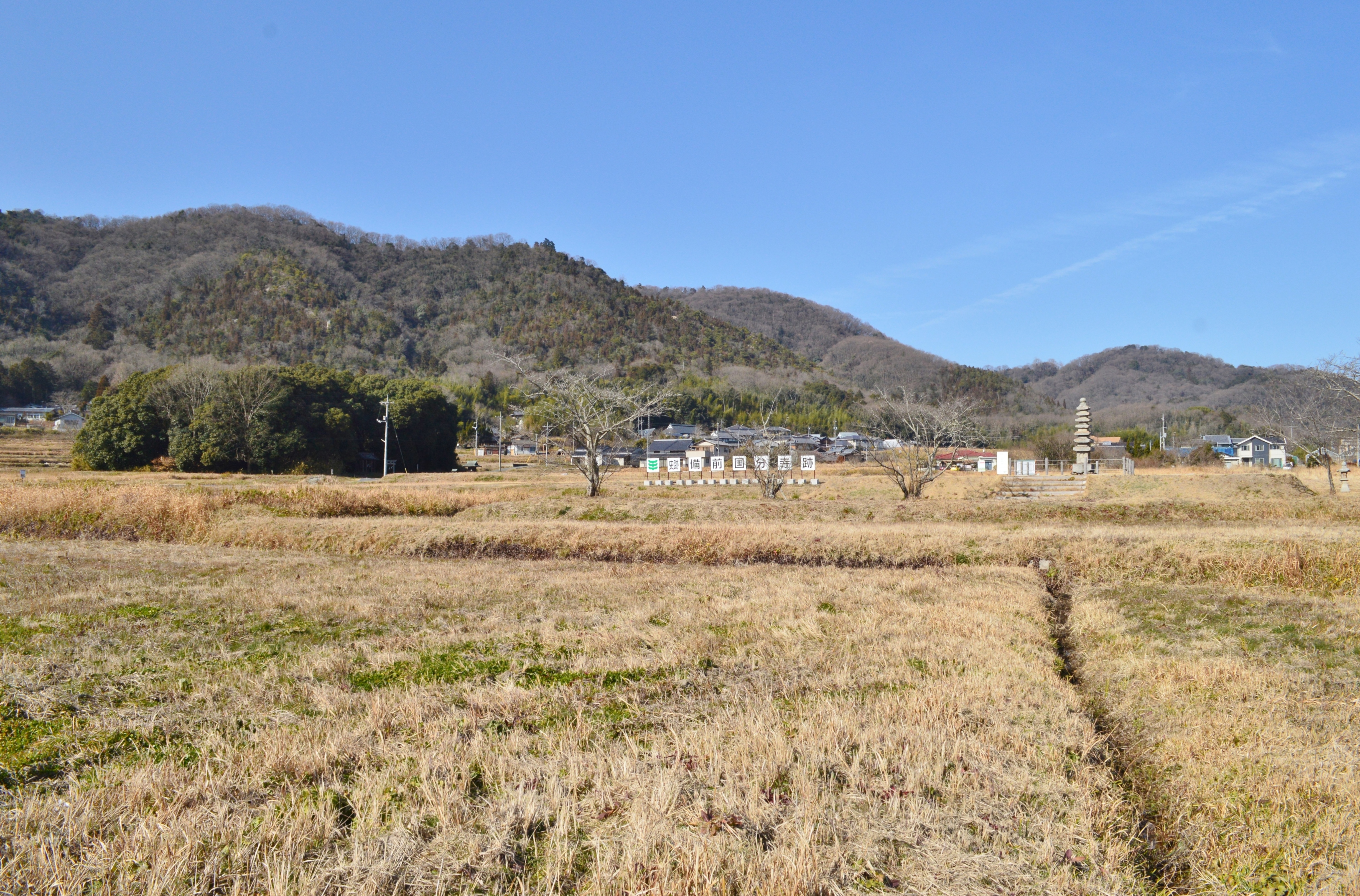
備前国分寺跡 概観右に塔跡、左奥に国分寺八幡宮社叢。

備前国分寺跡（びぜんこくぶんじあと）は、岡山県赤磐市馬屋（まや）にある古代寺院跡。国の史跡に指定されている。
奈良時代に聖武天皇の詔により日本各地に建立された国分寺のうち、備前国国分僧寺の寺院跡にあたる。本項では備前国分尼寺跡（史跡指定なし）についても解説する。

## 概要
岡山県南部、赤磐市南西部の扇状地斜面に位置する。聖武天皇の詔で創建された国分僧寺の遺構に比定され、寺域南方には古代山陽道が通る。現在は寺域西辺中央に国分寺八幡宮が鎮座するほか、寺域東方には両宮山古墳が、古代山陽道を挟んだ南方には国分尼寺跡が、南西約6.5キロメートルには備前国庁跡（岡山県指定史跡）が位置する。
寺域では、宅地開発の計画を受けて1974年（昭和49年）に確認調査が実施されたのち、1975年（昭和50年）に国の史跡に指定された。また2003年度（平成15年度）からは発掘調査が実施されており、判明した主要伽藍の一部では史跡整備がなされている。

## 歴史

### 古代

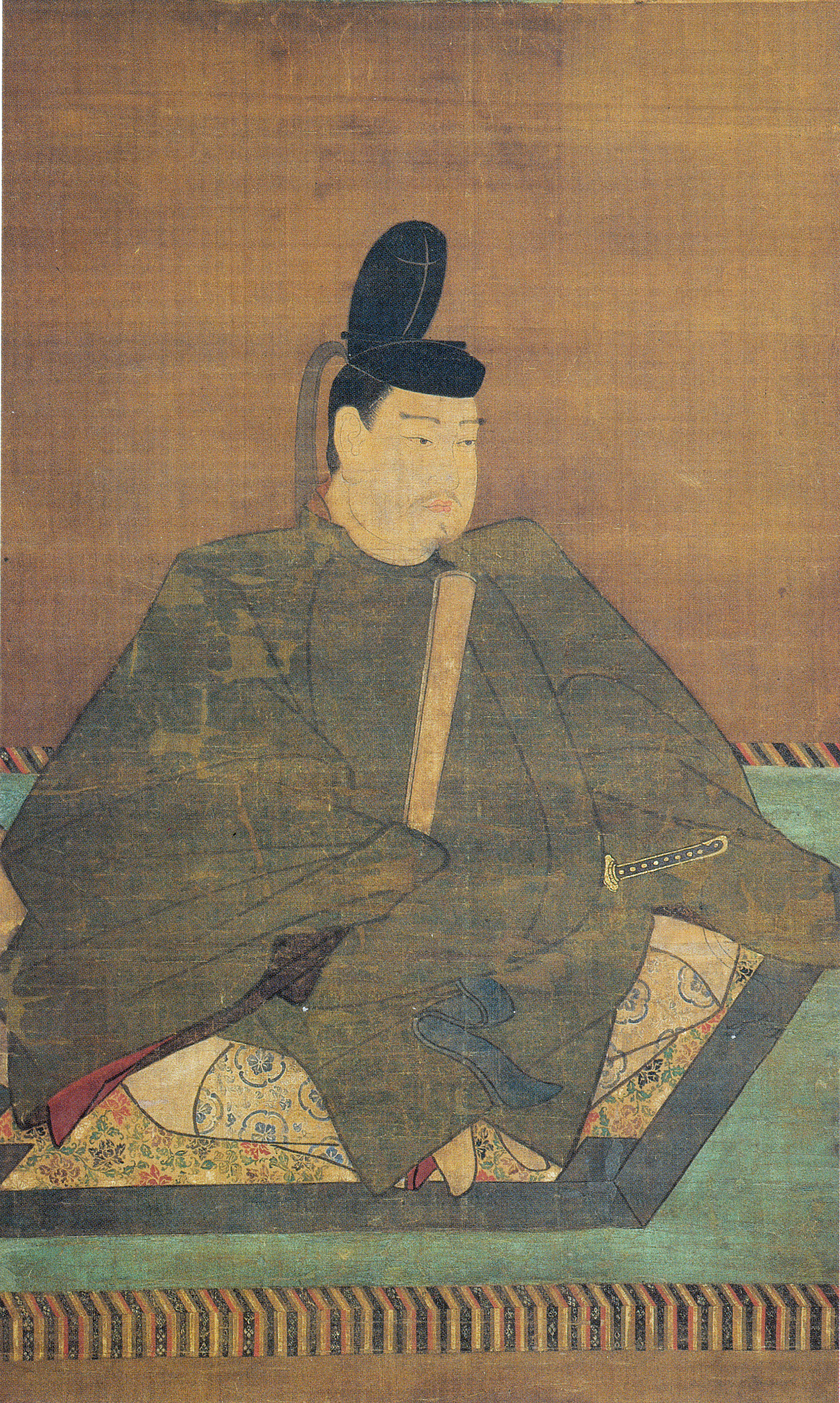
聖武天皇肖像

創建は不詳。天平13年（741年）の国分寺建立の詔の頃に創建されたと見られる。
延長5年（927年）成立の『延喜式』主税上の規定では、備前国の国分寺料として稲4万束があてられている。
考古学的には、平安時代中頃から後半頃（10世紀代）に改修が実施されたのち、平安時代末頃（12世紀中頃-後半頃）には講堂および北側回廊が焼失したものと見られ、その頃には金堂・塔などの諸堂宇も機能を喪失したものと推測される。

### 中世
中世期の変遷は詳らかでないが、考古学的には鎌倉時代前半頃に講堂東北部に堂宇1宇（中世期の本堂と推定）の再建が認められる。
また鎌倉時代後期頃には、塔跡に石造七重層塔が建てられている（赤磐市指定有形文化財）。

### 近世

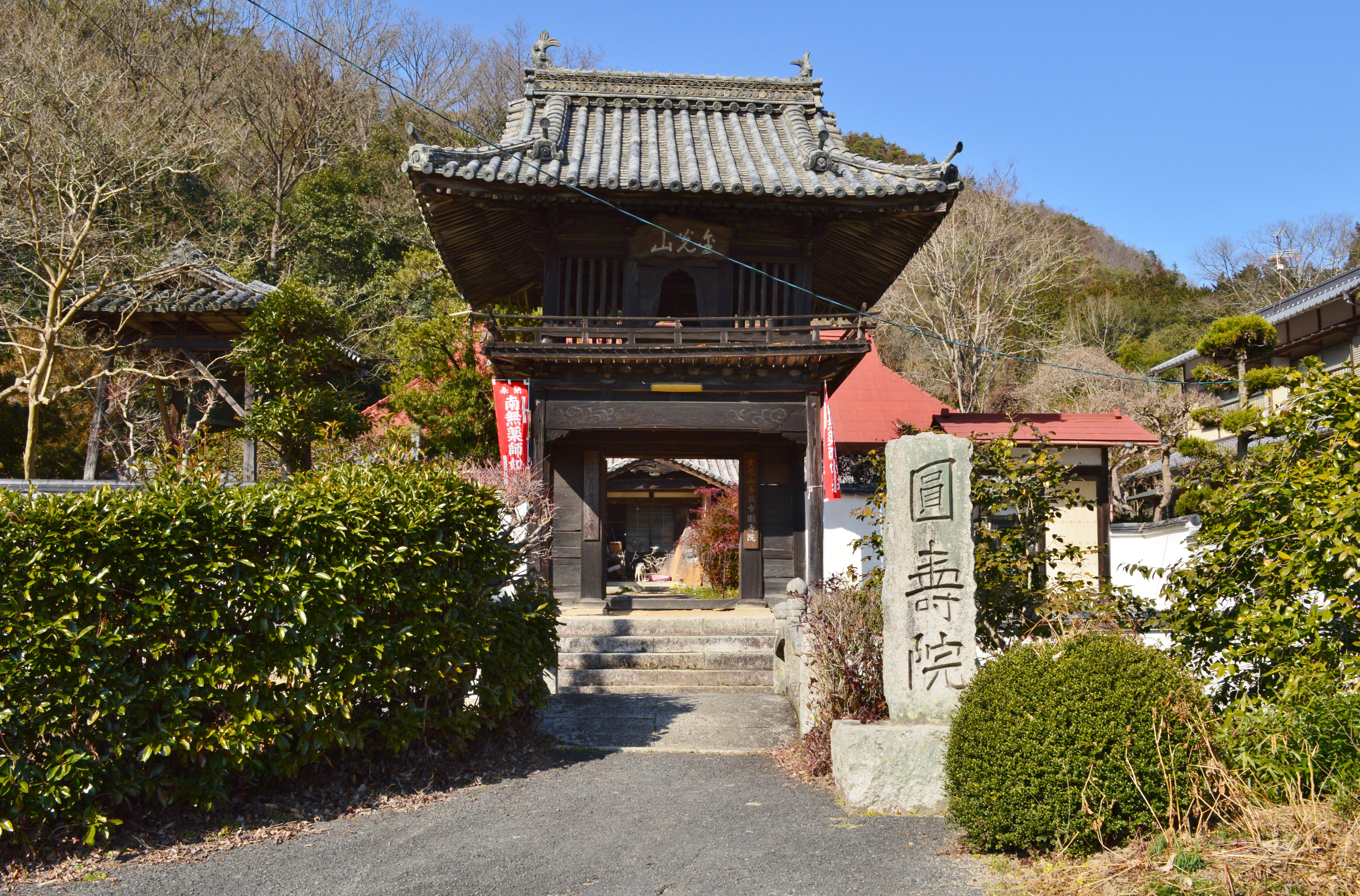
円寿院備前国分寺の後継寺院と伝える。

16世紀後半-17世紀初頭頃には、上記堂宇（推定本堂）の廃絶が認められることから、寺院としての機能は完全に喪失したとされる。
江戸時代に諸国一宮・国分寺を参詣した人物の記録では、寛政3年（1791年）に備前国において円寿院・八幡宮（国分寺八幡宮か）・吉備津宮（吉備津彦神社）の3箇所に参った旨が記載されており、当時頃からは西方の円寿院が備前国分寺の法燈を継承する寺院と見なされている。
また土肥経平の『寸簸之塵（きびのちり）』や松本亮の『東備郡村誌』においても、備前国分寺および国分寺八幡宮のことが記述されている。天明年間（1781年-1789年）には塔付近において銅製小塔（非現存）が出土したといい、その底面には「宝亀元年（770年）春三月慈園奉詔」と記されていたという。

### 近代以降
- 戦前、永山卯三郎・荒木誠一・玉井伊三郎などが備前国分寺跡について記述[7]。
- 1974年（昭和49年）、緊急発掘調査により国分寺跡と確認（岡山県教育委員会）[2]。
- 1975年（昭和50年）7月19日、「備前国分寺跡」として国の史跡に指定[3]。
- 1990年（平成2年）3月20日、石造七重層塔が旧山陽町指定有形文化財（のち赤磐市指定有形文化財）に指定[6]。
- 2002年度（平成14年度）までに、史跡地の9割を公有地化[2]。
- 2003-2005年度（平成15-17年度）、第1-3次発掘調査（旧山陽町教育委員会のち赤磐市教育委員会、2009年に報告書刊行）[2]。
- 2006-2008年度（平成18-20年度）、第4-6次発掘調査（赤磐市教育委員会、2011年に報告書刊行）[2]。
- 2010年度（平成22年度）、塔跡地区の史跡整備完了[8]。
- 2011・2012年度（平成23・24年度）、第7・8次発掘調査（赤磐市教育委員会、2015年に報告書刊行）[2]。
- 2016年度（平成28年度）、講堂跡地区の史跡整備完了[9]。

## 伽藍

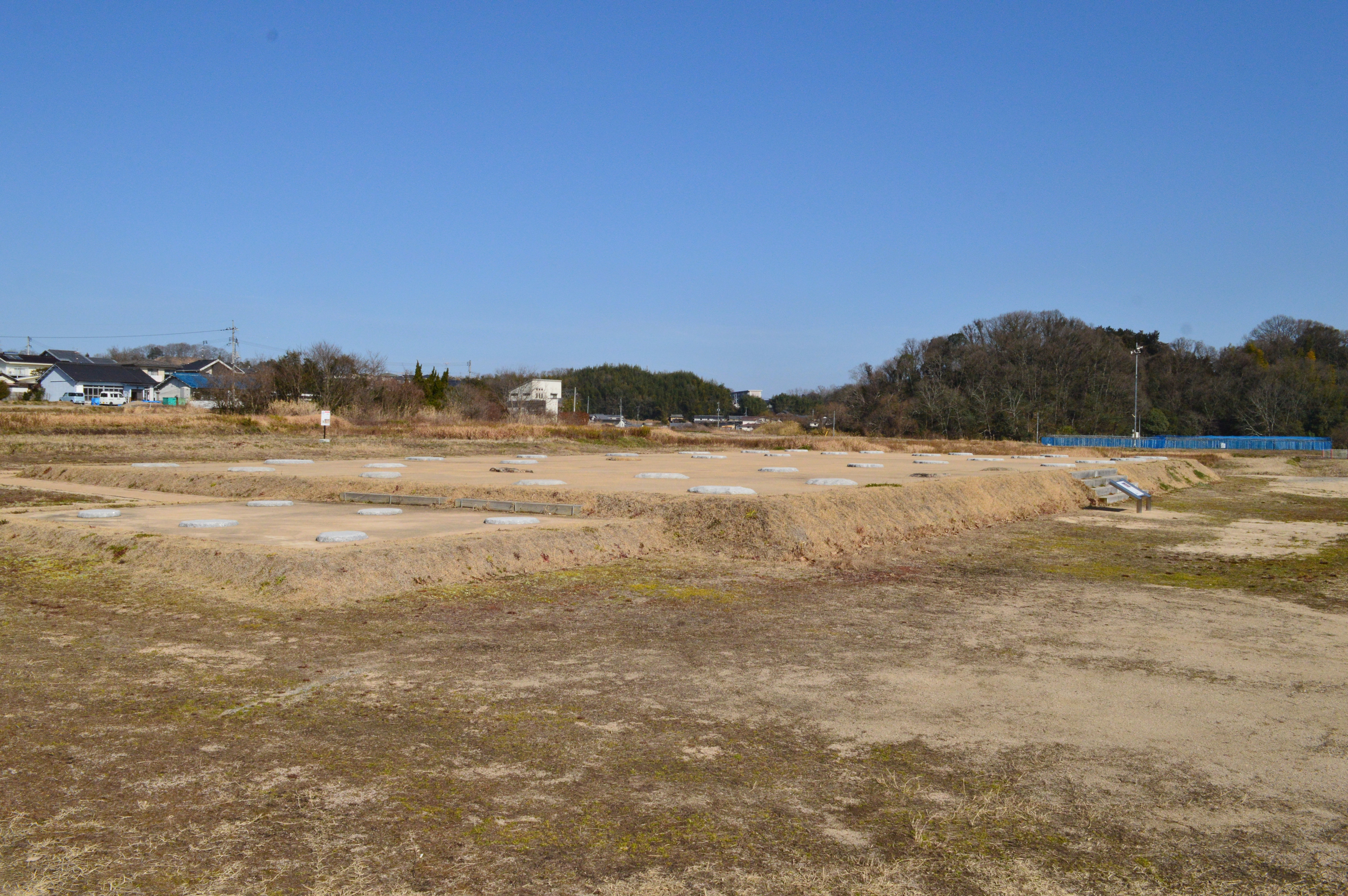
講堂跡講堂基壇および左右回廊基壇（一部）は復元。

僧寺跡の寺域は東西175メートル・南北190メートルで、築地塀をもって区画する。主要伽藍として南門・中門・金堂・講堂・僧房が南から一直線に配されるとともに、寺域南東隅には塔が配される東大寺式伽藍配置（国分寺式伽藍配置）である。講堂左右からは回廊が出て中門左右に取り付き、金堂がその回廊に囲まれる変形の様式になる。遺構の詳細は次の通り。
金堂
本尊を祀る建物。基壇は東西116尺（34.45メートル）・南北74尺（21.98メートル）、基壇上の建物は桁行7間（88尺）・梁間4間（46尺）。
創建期の金堂は平安時代中期に倒壊し、平安時代後期に改修または再建がなされたと見られる。改修後の変遷は明らかでないが、講堂に見られる中世期の瓦が見られないため、それ以前の廃絶と推測される。
塔
経典を納めた塔（国分寺以外の場合は釈迦の遺骨（舎利）を納めた）。基壇は一辺60尺（17.82メートル）、基壇上の建物は一辺30尺（8.91メートル）。礎石は心礎のみ現存する。
平安時代中期頃には廃絶したと見られ、鎌倉時代には心礎上に石塔（石造七重層塔、赤磐市指定有形文化財）が建てられている。
講堂
経典の講義・教説などを行う建物。金堂の北方に位置し、左右南寄りには回廊が取り付く。基壇は東西127尺（37.72メートル）・南北70尺（20.79メートル）、基壇上の建物は桁行7間（111尺）・梁間4間（54尺）。
創建期の講堂は12世紀半ば-後半頃に焼失し、鎌倉時代前半頃に再建されたと見られる（中世期の本堂か）。再建建物は基壇東北部に位置し、桁行5間（53尺）・梁間4間（42尺）、または内陣・外陣で構成されるとすれば桁行5間（53尺）・梁間5間（52尺）。16世紀後半-17世紀初頭頃までの存続が認められ、備前国分寺跡では最後の建物の1つとされる。講堂の位置で中世期の本堂が営まれる例は、讃岐国分寺など多くの寺院で見られる。
中門
金堂の南方に位置し、左右には回廊が取り付く。基壇は東西73尺（21.68メートル）・南北36尺（10.69メートル）、基壇上の建物は桁行5間（61尺）・梁間2間（24尺）とされ、単層切妻造の五間三戸の門と推測される。近世期に池が掘られた関係で、基壇は削平を受けている。
南門
中門の南方に位置し、中門とは近接する。基壇は東西78尺（23.17メートル）・南北42尺（12.47メートル）、基壇上の建物は桁行5間（58尺）・梁間2間（22尺）とされ、中門より大規模な重層入母屋造の五間三戸の門と推測される。出土瓦からは、講堂と同様の修復の変遷が認められている。
僧房（僧坊）
僧の宿舎。講堂の北方に位置する。建物中軸は主要伽藍軸と異にし、基壇上の建物は桁行25間（250尺）・梁間2間（20尺）と推測される。
10世紀代に建替または改修が認められ、12世紀後半頃に廃絶したと見られる。
回廊
講堂・中門を結ぶ屋根付きの廊下。講堂左右から出て中門左右に取り付く。単廊式回廊が採用される多くの国分寺と異なり、複廊式回廊が採用される。
寺域からは大量の瓦のほか、銅印、泥塔、三彩、土器片などが出土している。そのほか、現在では寺域西辺中央に国分寺八幡宮が鎮座する。

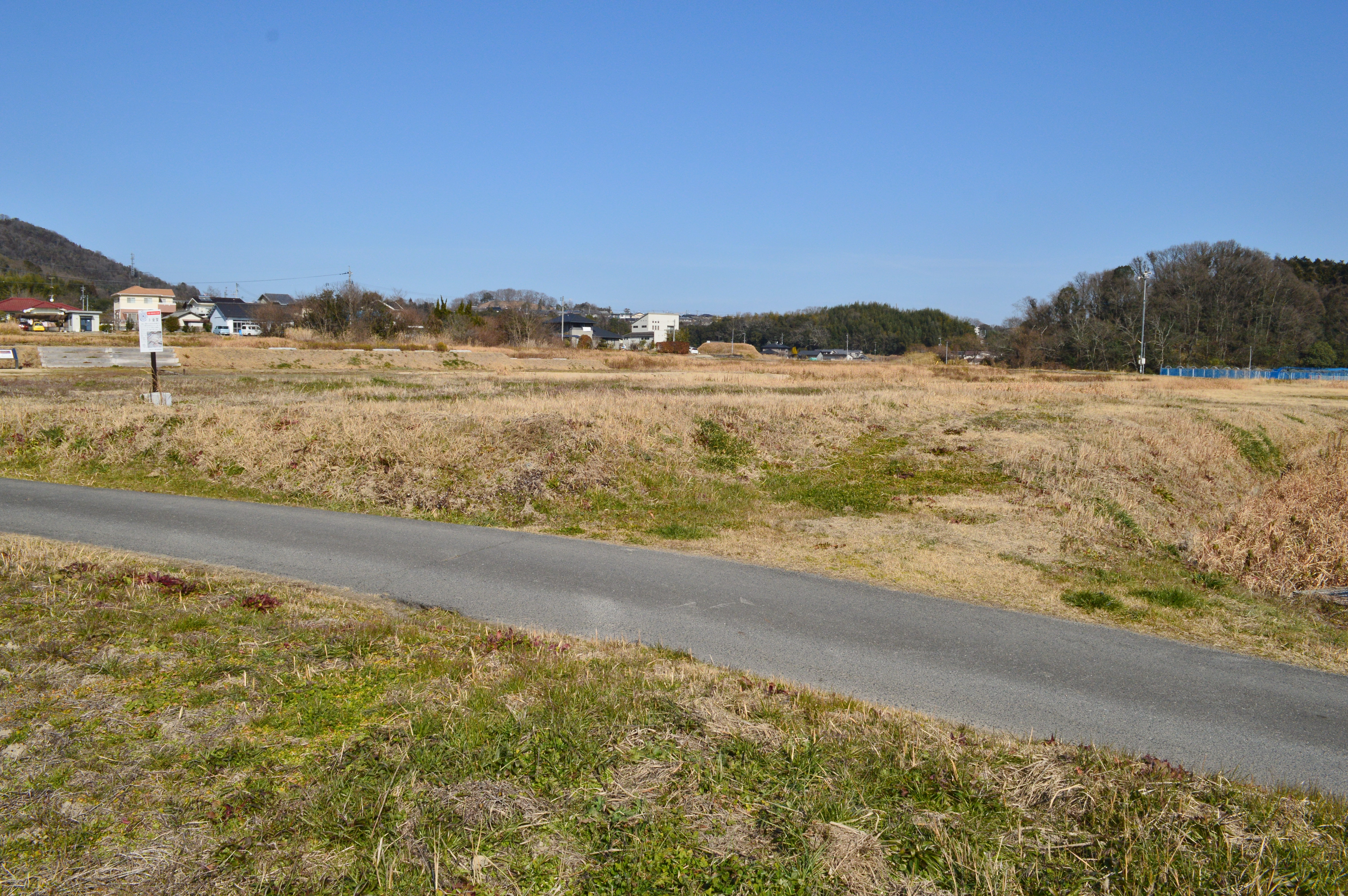
金堂跡
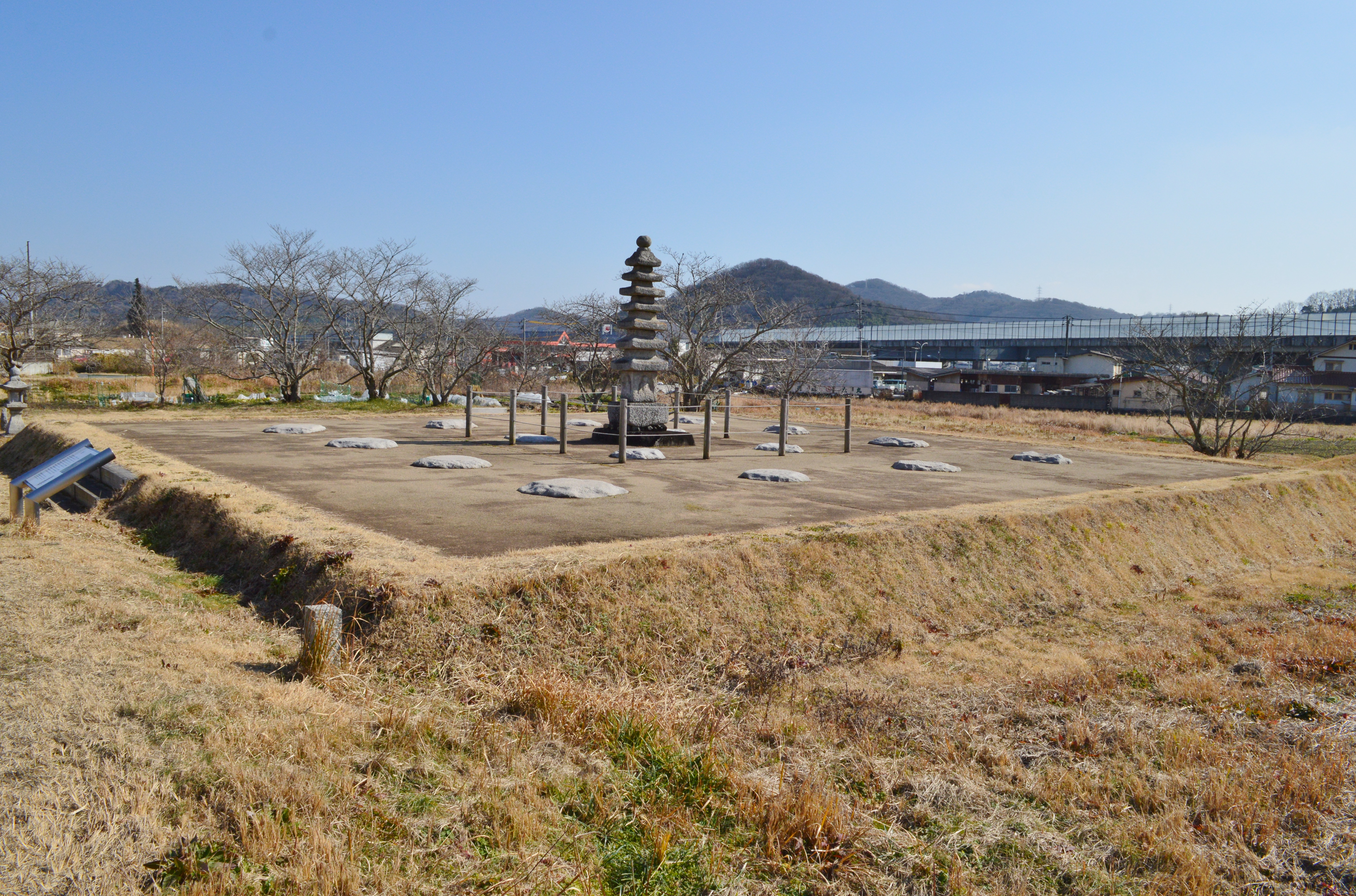
塔基壇（復元）
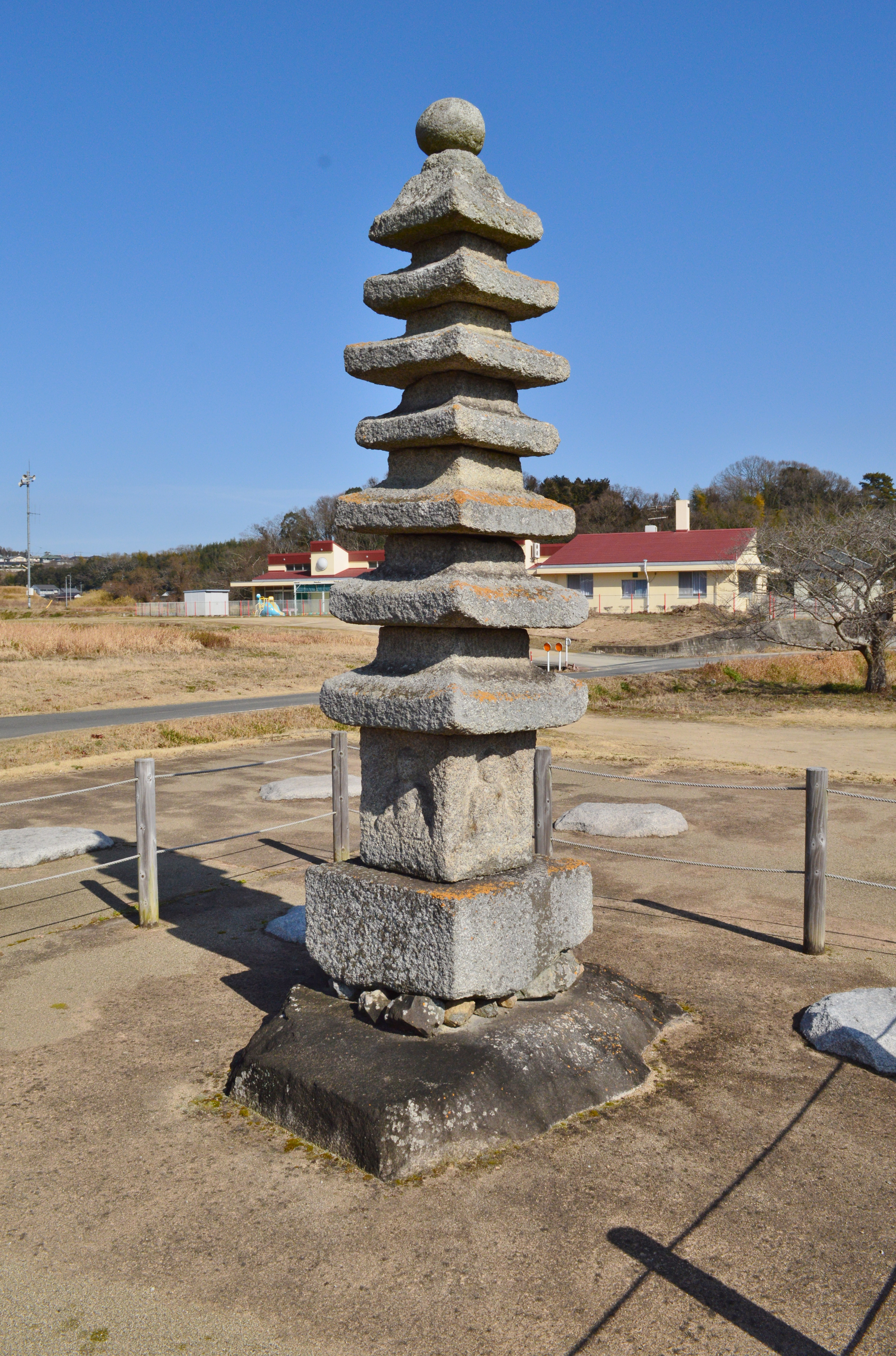
塔心礎と石塔（赤磐市指定有形文化財）
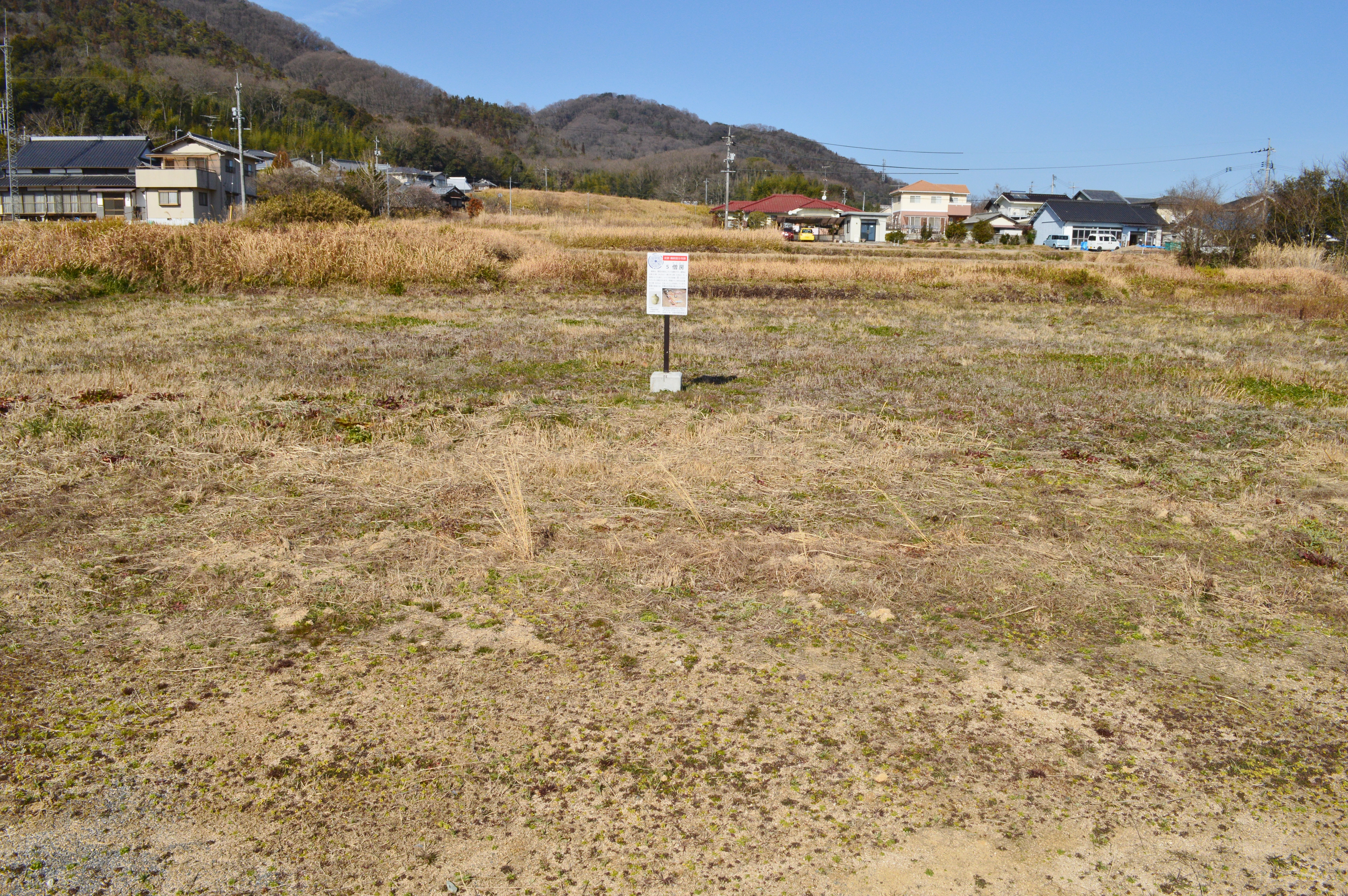
僧房跡
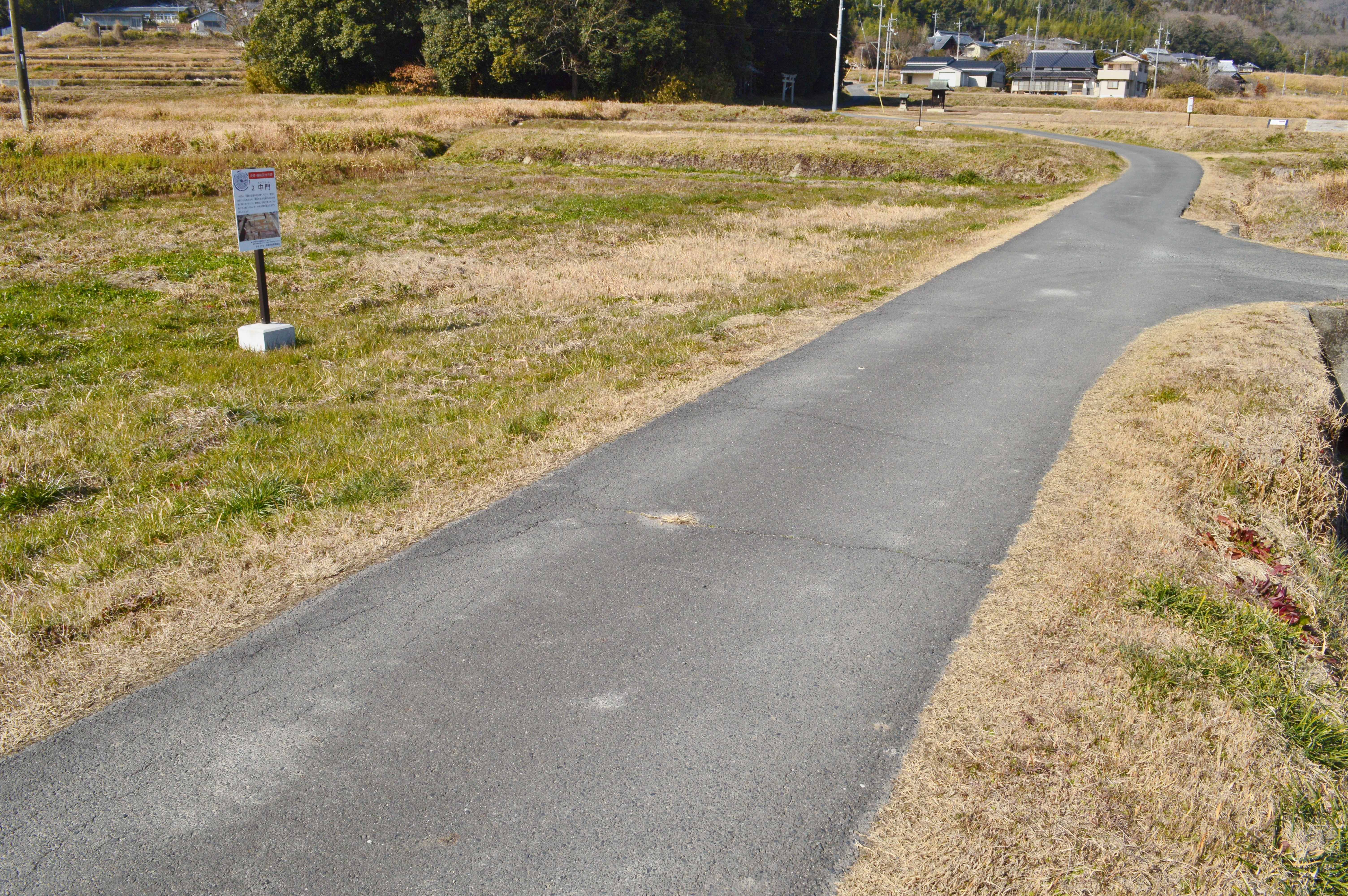
中門跡
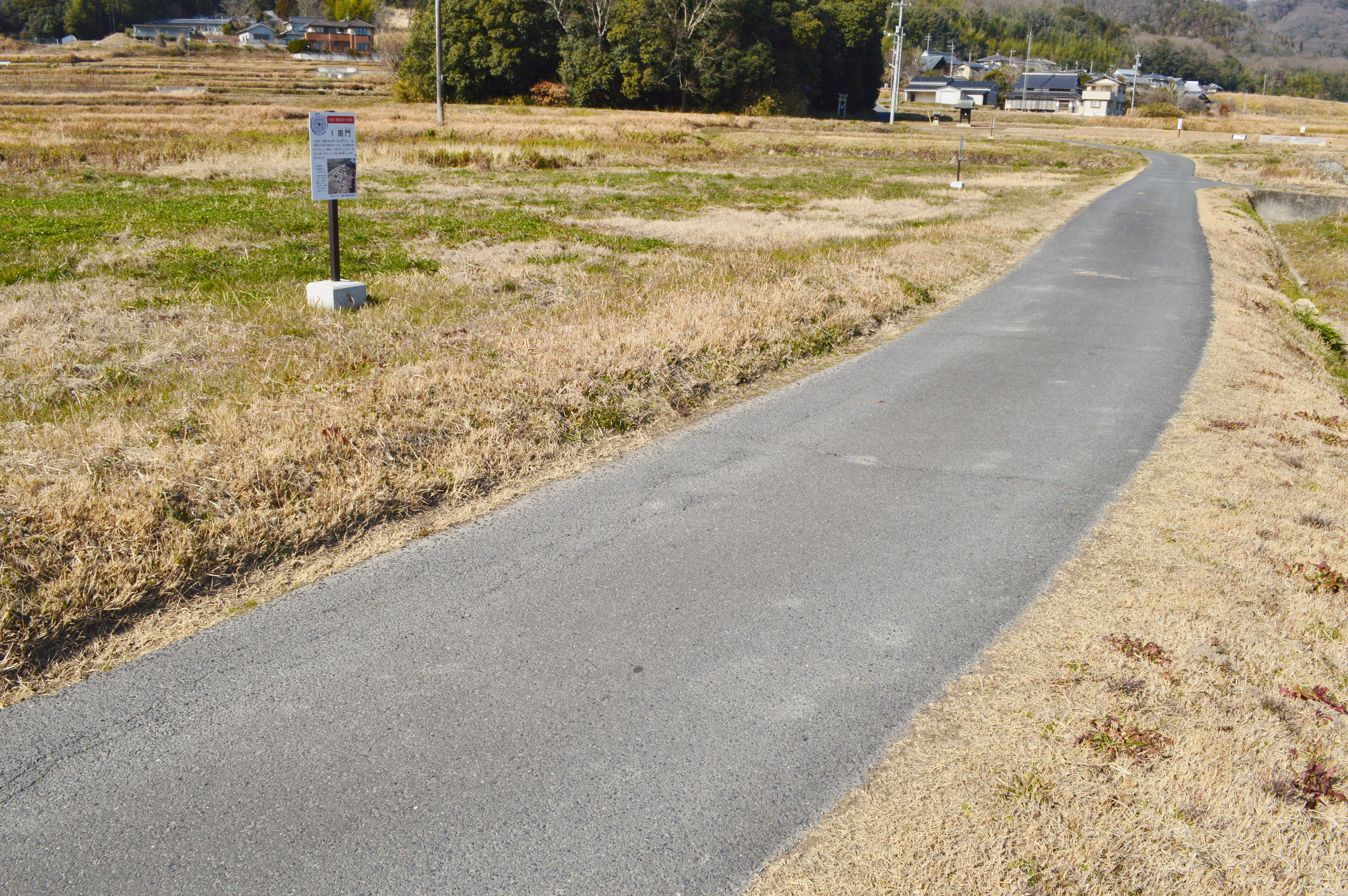
南門跡
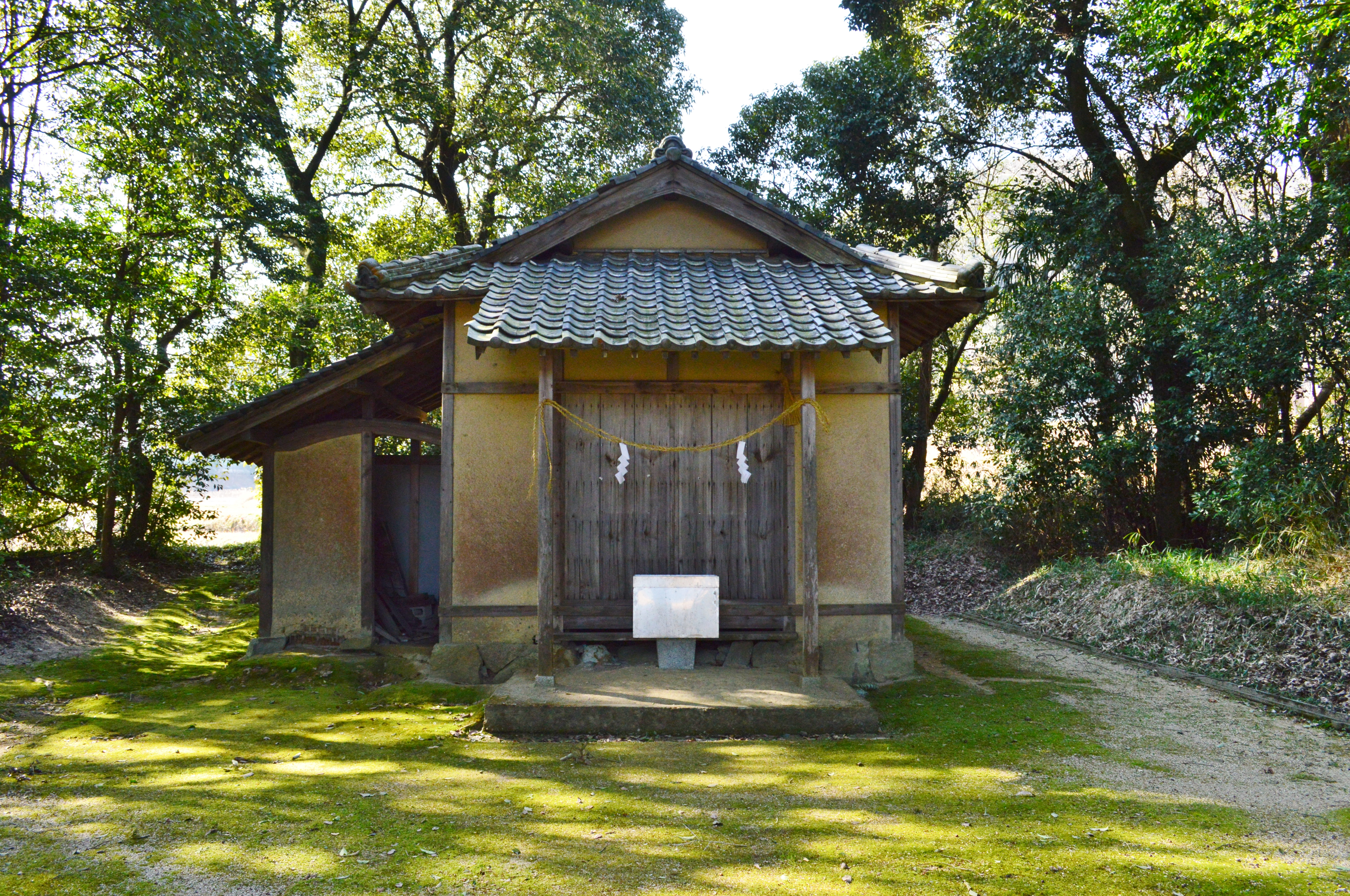
国分寺八幡宮
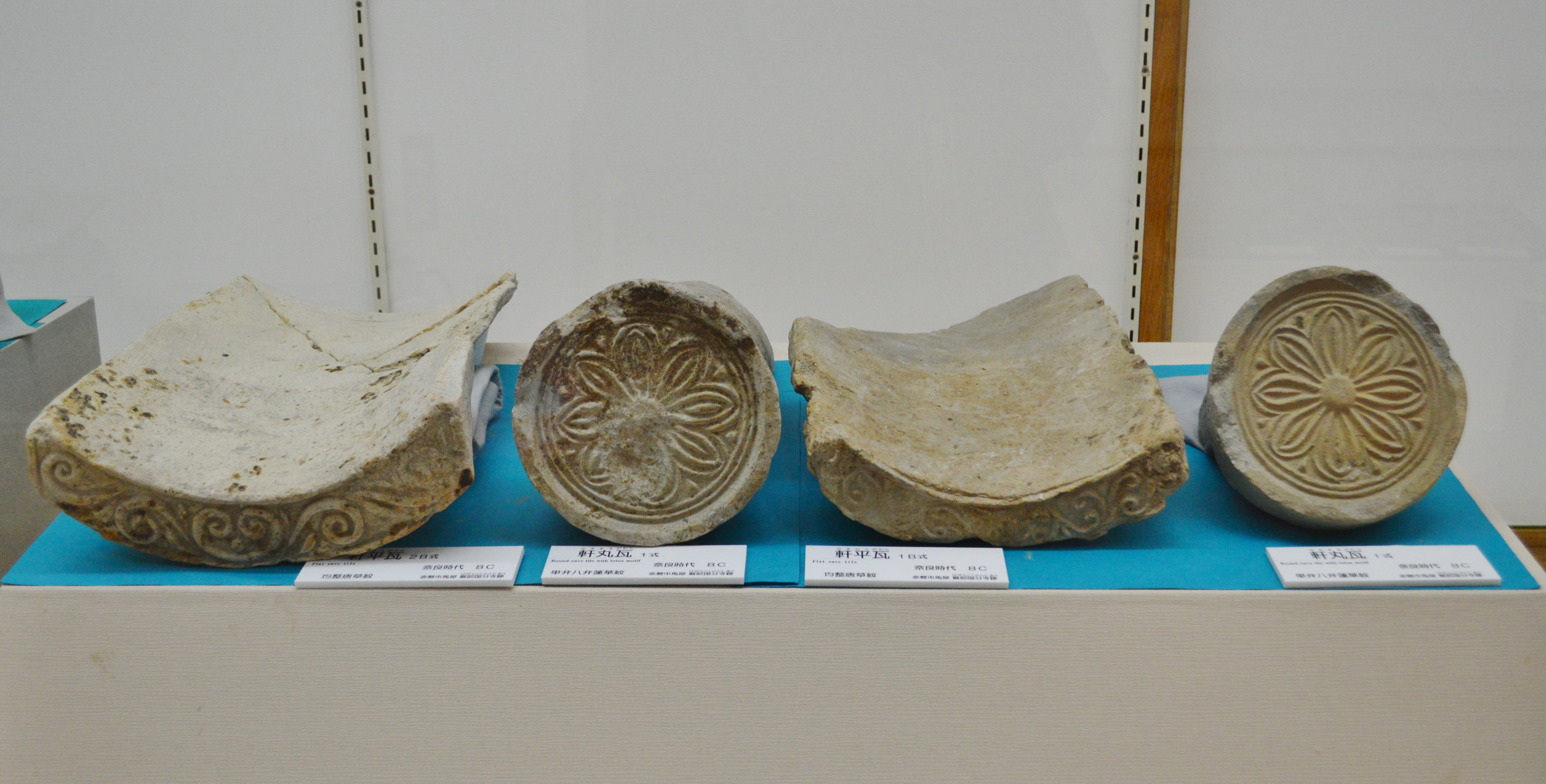
出土瓦 赤磐市山陽郷土資料館展示。

## 備前国分尼寺跡

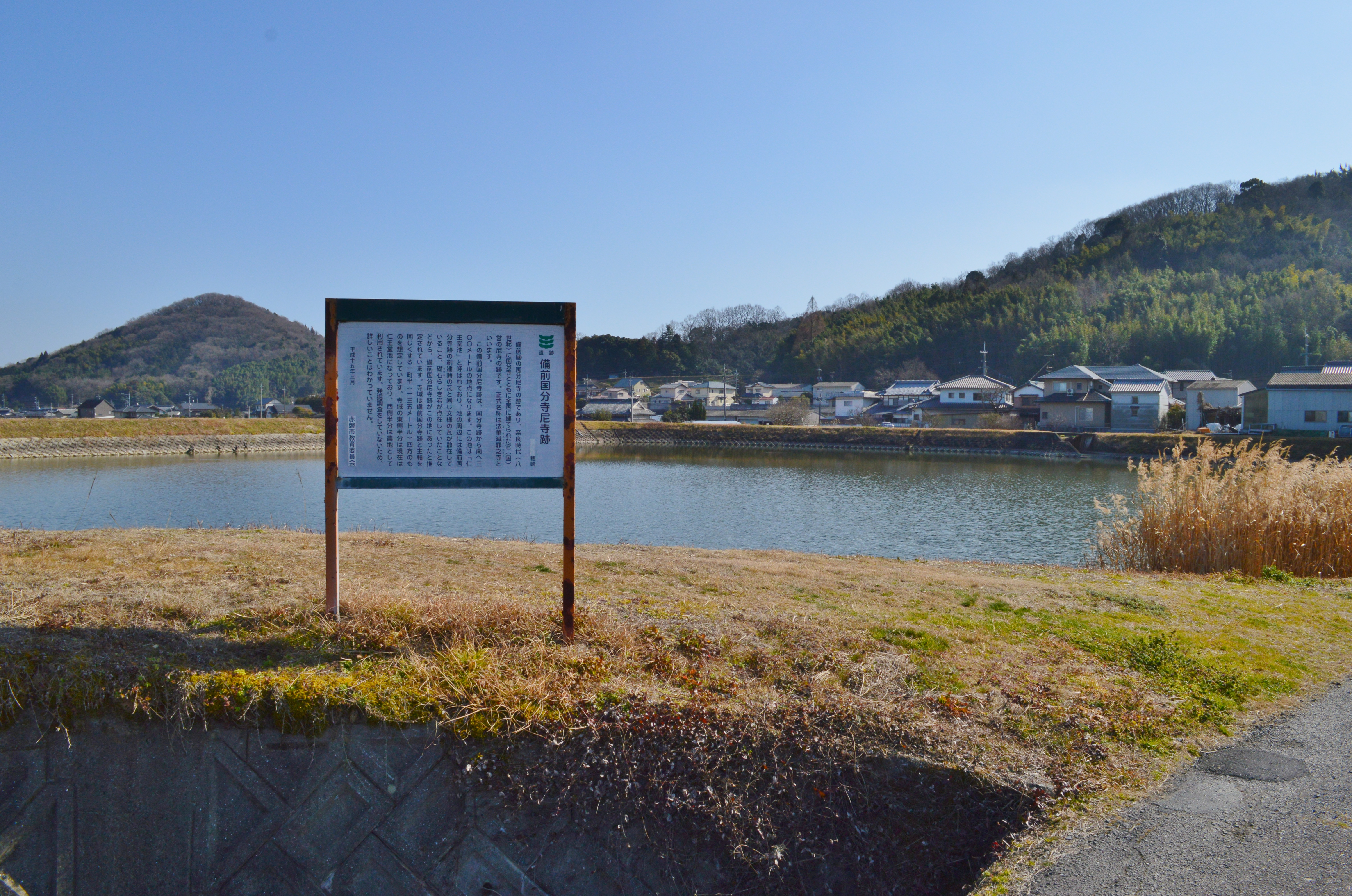
備前国分尼寺跡 説明板後背に仁王堂池。

尼寺跡は、僧寺跡から古代山陽道を挟んで南方約300メートルに位置する（北緯34度44分6.60秒 東経134度0分0.30秒 / 北緯34.7351667度 東経134.0000833度）。推定寺域は1町半四方（135メートル四方）で、現在ではその東半は溜池（仁王堂池）、西半は農地となっている。
本格的な調査が実施されておらず詳細は明らかでないが、推定寺域からは国分僧寺のものと同様の瓦が出土しているほか、かつては礎石と見られる岩が点在したという。

## 文化財

### 国の史跡
- 備前国分寺跡 - 1975年（昭和50年）7月19日指定[3]。

### 赤磐市指定文化財
- 有形文化財
  - 石造七重層塔（建造物） - 鎌倉時代後期の作。花崗岩製で、相輪は失われている。1990年（平成2年）3月20日指定[6]。

## 現地情報
所在地
- 国分僧寺跡：岡山県赤磐市馬屋
- 国分尼寺跡：岡山県赤磐市馬屋・穂崎

交通アクセス
- バス：宇野バスで「新道 穂崎下」バス停下車 （下車後徒歩約10分）

関連施設
- 赤磐市山陽郷土資料館（岡山県赤磐市下市） - 備前国分寺跡の出土品等を保管・展示。

周辺
- 両宮山古墳群
  - 両宮山古墳 - 国の史跡。
- 大廻小廻山城跡 - 国の史跡。